# 本野ケ原
本野ケ原（ほんのがはら）は、愛知県豊川市の町名である。現行行政地名は本野ケ原一丁目から本野ケ原五丁目。

## 地理
豊川市のやや北に位置し、豊が丘町を隔てて東名高速道路豊川ICの直ぐ西に位置する。主に住宅地を形成している。5個の丁目からなり、1-3丁目、5丁目が東名の南側、4丁目が北側に位置する。

### 河川
- 帯川

## 歴史
宝飯郡本野村の一部を前身とする。

### 沿革
- 1987年（昭和62年）10月10日 - 豊川町（太通・礼通・曽通・本野ケ原）・麻生田町（野中）・（宝飯郡一宮町大字）篠田（字新切・市道）[注釈 1]の各一部より、本野ケ原1〜5丁目が成立[1]。

## 世帯数と人口
2019年（平成31年）3月31日現在の世帯数と人口は以下の通りである。
| 町丁     | 世帯数  | 人口    |
| -------- | ------- | ------- |
| 本野ケ原 | 471世帯 | 1,087人 |

### 人口の変遷
国勢調査による人口の推移
| 1995年（平成7年）  | 1,018人 | [ 6 ]  |  |
| 2000年（平成12年） | 994人   | [ 7 ]  |  |
| 2005年（平成17年） | 1,042人 | [ 8 ]  |  |
| 2010年（平成22年） | 988人   | [ 9 ]  |  |
| 2015年（平成27年） | 1,056人 | [ 10 ] |  |

## 学区
市立小・中学校に通う場合、学区は以下の通りとなる。また、公立高等学校に通う場合の学区は以下の通りとなる。
| 丁目           | 番・番地等   | 小学校             | 中学校             | 高等学校 |
| -------------- | ------------ | ------------------ | ------------------ | -------- |
| 本野ケ原一丁目 | 全域         | 豊川市立豊小学校   | 豊川市立東部中学校 | 三河学区 |
| 本野ケ原二丁目 | 全域         | 豊川市立豊小学校   | 豊川市立東部中学校 | 三河学区 |
| 本野ケ原三丁目 | 全域         | 豊川市立豊小学校   | 豊川市立東部中学校 | 三河学区 |
| 本野ケ原四丁目 | 116〜122番地 | 豊川市立東部小学校 | 豊川市立東部中学校 | 三河学区 |
| 本野ケ原四丁目 | その他       | 豊川市立豊小学校   | 豊川市立東部中学校 | 三河学区 |
| 本野ケ原五丁目 | 全域         | 豊川市立豊小学校   | 豊川市立東部中学校 | 三河学区 |

## 施設
- 本野ケ原町公民館
- オーエスジー本社
- 西濃運輸豊川支店
- 日本通運豊橋物流センター
- 愛知陸運豊川ターミナル
- 福山通運豊橋支店
- 名鉄NX運輸豊橋支店
- 吉浜人形豊川店
- スギ薬局本野ケ原店
- ファミリーマート豊川本野ケ原二丁目店
- ミニストップ豊川本野ケ原店
- 本野原第一公園(近隣公園)
- 本野原第2公園
- 秋葉神社
- 魚市場
- 青果市場

## 交通

### 鉄道
- 東海旅客鉄道（JR東海）飯田線
  - 通過するのみである。

### 道路
- 東名高速道路
  - 通過するのみである
- 愛知県道31号東三河環状線

## その他

### 日本郵便
- 郵便番号 : 442-0005[4]（集配局：豊川郵便局[13]）。